# محمد نوژه
محمد نوژه (زاده ۸ فروردین ۱۳۲۴ در تهران – درگذشته ۲۵ مرداد ۱۳۵۸ در پاوه - کرمانشاه) سرگرد خلبان اف-۴ فانتوم ۲ نیروی هوایی ارتش جمهوری اسلامی ایران بود. پایگاه سوم شکاری همدان به یاد او پایگاه هوایی نوژه نام‌گذاری شده‌است.
عمده سرشناسی او فعالیت تأثیرگذار در فرماندهی گردان ۳۱ شکاری، شرکت در عملیات نبرد پاوه و نحوه درگذشت او است. همچنین کودتای نقاب که بعدها به نام کودتای نوژه معروف شد. عملیاتی که قرار بود از پایگاهی هوایی به نام وی یک‌سال پس از درگذشتش انجام شود که به شکست انجامید.

## فعالیت‌ها و سابقه نظامی
نوژه در۱۳۲۴ در تهران به‌دنیا آمد. او پس از اخذ دیپلم ریاضی وارد دانشگاه افسری و سپس به‌عنوان سهمیه نیروی هوایی شاهنشاهی ایران، به دانشکده خلبانی این نیرو منتقل گردید. او با درجه ستوان دومی به آمریکا اعزام شد و پس از طی دوره‌های تکمیلی پرواز و گذراندن دوره سامانه کنترل اسلحه و پرواز با هواپیماهای سسنا تی-۴۱ مسکالرو، تی-۶ تگزان، سسنا تی-۳۷ تویت و نورثروپ تی-۳۸ تالون به مدت ۵۵ هفته و دریافت نشان خلبانی در تاریخ ۲۰ مرداد ۱۳۵۱ به ایران بازگشت و همزمان به عنوان خلبان اف-۴ فانتوم ۲ نیروی هوایی شاهنشاهی ایران آغاز خدمت کرد. او همچنین افسر سامانه‌های کنترل اسلحه گردان ۱۰۱ شکاری، رئیس شعبه عملیات مشترک، معاونت عملیات پایگاه ششم شکاری بوشهر و در آخر فرماندهی گردان ۳۱ شکاری پایگاه سوم را بر عهده داشته است.

## درگذشت
طی شورش ۱۳۵۹–۱۳۵۷ کردها در ایران، او در ۲۵ مرداد ۱۳۵۸ در عملیاتی برای کمک به مصطفی چمران و به جهت پشتیبانی از بالگردهای هوانیروز ارتش و ستون اعزامی کرمانشاه، به همراه ستوان‌یکم خلبان سید عبدالله بشیری موسوی (کابین عقب) عازم پاوه در استان کرمانشاه می‌شود. پس از پایان موفق عملیات، در حین انجام گشت‌زنی هوایی در ارتفاع پائین، جنگنده وی مورد اصابت آتش‌بار مهاجمان مسلّح طرفدار حزب دموکرات کردستان و کومله و گروهی از عشایر قرار گرفت و از کنترل خارج شد.
درحالی که دست راست نوژه در اثر اصابت گلوله به درون کابین قطع شده بود، هیچ‌کدام از خلبانان فرصت اجکت را نیافتند و با برخورد هواپیما به یکی از قلل کوه شاهو در نزدیکی ارتفاعات شهر پاوه هر ۲ کشته شدند.